# Leptosomatum gracile
Leptosomatum gracile är en rundmaskart som beskrevs av Bastian 1865. Leptosomatum gracile ingår i släktet Leptosomatum och familjen Leptosomatidae. Inga underarter finns listade i Catalogue of Life.